# It's Over 9000!
It's Over 9000!, també conegut com a Over 9000!, és un mem d'Internet i una forma de troleig que fa referència a un canvi especialment famós realitzat a les localitzacions en anglès d'un episodi de la sèrie de televisió Bola de Drac Z.
L'episodi en qüestió, emés en anglés el 19 d'abril del 1997, s'anomenava The return of Goku.
La frase fa referència a una alteració del text original japonès, dita pel personatge Vegeta i expressada en anglès per l'actor Brian Drummond, en el XXI episodi de la versió en llengua anglesa realitzada per Ocean Productions. La frase s'utilitza normalment com un quantificador per a descriure una quantitat elevada d'alguna cosa.

## Orígens i anàlisi
A la franquícia de Bola de Drac, un nivell de poder o Battle Power (戦闘力, Sentō-ryoku) és un concepte recurrent que denota la força de combat d'un guerrer. En els mangas originals en japonès i en anglès, així com en les sèries d'anime originals japoneses, el nivell de potència de Goku en el moment del seu enfrontament conta Nappa i Vegeta es troba per damunt de les 8.000 unitats. Hassen ijō da…! (8000以上だ…!)
En el doblatge anglès de l'episodi, Goku torna a la Terra després d'un intens entrenament a l'altre món per tal d'enfrontar-se contra Vegeta i el seu ajudant Nappa. Com que Goku es posa en còlera després de saber que havien mort el seu aliat Cor Petit just abans d'arribar, Vegeta detecta un augment explosiu del seu nivell de potència a través del seu dispositiu. En resposta a la pregunta de Nappa sobre el nivell de poder de Goku, Vegeta crida: "Per damunt de nou mil!" .
En la majoria de doblatges de l'escena en altres idiomes, Vegeta diu que es troba "Per damunt de vuit mil!".
Hi ha diferents opinions sobre si el canvi de "8.000" a "9.000" es va produir només per error o si el canvi es va fer de manera intencionada. Craig Elvy, de Screenrant, va afirmar que la frase és en realitat una interpretació errònia de l'anime japonès original. Açò ho atribueix a la quantitat d'errades presents al doblatge d'Ocen dub. Quan Dragon Ball Z va tornar a ser doblat per Funimation amb les veus de Sean Schemmel i Christopher Sabat, es va mantenir la traducció errònia que s'ha mantingut en la majoria de doblatges posteriors i videojocs en anglés. Als territoris on no es parla anglés, s'ha mantingut, com a la versió original, la xifra de 8.000.

## Popularitat i recepció
La frase "It's over 9000!" ha aconseguit reconeixement fins al punt que ara és una de les frases predilectes d'internet i, fins i tot, persones que no han seguit la sèrie n'han sentit a parlar. Les cerques de Google per a la frase "It's over 9000!" han superat les cerques per a altres conceptes de cultura popular, com HAL 9000 de la pel·lícula de ciència-ficció d'Stanley Kubrick de 2001: una odissea de l'espai.
Un videoclip de l'escena de l'episodi va ser penjat per primera vegada per un usuari de 4chan el 17 d'octubre de 2006, i es va fer popular ja que les paraules de Vegeta no s'ajusten amb precisió al moviment dels seus llavis. El vídeo original es va compartir com una broma interna, però prompte es va difondre.
El setembre del 2008, un troll anònim va deixar un missatge alarmant al tauler de missatges oficial de la periodista i empresària nord-americana Oprah Winfrey, en què va afirmar representar una xarxa organitzada de més de 9.000 pedòfils. Oprah va caure en l'esquer i va llegir la publicació a la seua audiència en un episodi del programa. Nombrosos vídeos de remix amb la menció que Oprah va fer de "9000 penis" van difondre's a plataformes com YouTube.
La frase no es va incloure al videojoc del 2020 Dragon Ball Z: Kakarot. S'ha fet notar que tot i ser una mala traducció, la popularitat de la frase justificava la seua inclusió.